# Vosstanie rybakov
Vosstanie rybakov (Прокажённая) è un film del 1934 diretto da Erwin Piscator.